# Alloblennius
Alloblennius is een geslacht van straalvinnige vissen uit de familie van naakte slijmvissen (Blenniidae). Het geslacht is voor het eerst wetenschappelijk beschreven in 1971 door Smith-Vaniz & Springer.

## Soorten
- Alloblennius anuchalis (Springer & Spreitzer, 1978)
- Alloblennius jugularis (Klunzinger, 1871)
- Alloblennius parvus Springer & Spreitzer, 1978
- Alloblennius pictus (Lotan, 1969)
- Alloblennius frondiculus Smith-Vaniz & Allen, 2012